# Новый магазин торгового дома И.Я. Чурин и Ко
Новый магазин торгового дома «И. Я. Чурин и Ко» — здание магазина во Владивостоке. Построено в 1914—1916 годах. Автор проекта — архитектор В. Николаев. Историческое здание по адресу Светланская улица, 45 сегодня является объектом культурного наследия Российской Федерации.

## История
В 1857 году основанием торгового дома в Иркутске было положено начало купеческой деятельности Чурина. Он был одним из тех, кто откликнулся на призыв графа Н. Н. Муравьева-Амурского об участии в снабжении Приамурья необходимыми для экспедиции товарами. Иван Яковлевич Чурин заведовал доставкой военных грузов из Читы в Софийск. Товарищество «Чурин и Ко» было основано в 1867 году в Николаевске совместно с братьями Николаем и Василием Бабинцевыми. В 1882 году был учреждён Полный торговый дом «И. Я. Чурин и Ко». Иван Яковлевич никогда не жил во Владивостоке, но его компания успешно развивалась в краевой столице. Во Владивостоке магазины и предприятия компании осуществляли деятельность с 1880 года. В конце 80-х годов XIX века Чурин с компаньонами выкупил участок земли в центре города, в августе 1889 года во Владивостоке был построен первый собственный двухэтажный магазин фирмы «И. Я. Чурин и Ко». Магазин располагался ближе к почтово-телеграфной конторе и представлял собой добротное каменное здание. Фирма 25 лет вела торговлю в этом здании, а в 1914 году газеты известили владивостокцев, что заложено новое здание магазина «И. Я. Чурин и Ко». Автором проекта магазина стал архитектор В. Николаев, который был отправлен в США, чтобы изучить опыт проектирования зданий подобной направленности и выстроить магазин по последней моде того времени.
В 1916 году магазин открыл двери для покупателей. На первом его этаже разместился огромный гастрономический отдел, на трёх остальных предлагались разнообразные товары. При этом, по новой моде того времени, многие товары были в свободной выкладке, по типу современных супермаркетов: в детском отделе дети могли свободно покататься на игрушечной лошадке, потрогать куклу и так далее. В архитектуре нового магазина прослеживалось сильное влияние модерна, стилистически связанного с обликом торговых зданий Санкт-Петербурга и Москвы, для отделки использовались лучшие, рассчитанные на века материалы. Однако удалось построить только правую часть здания, выстроить левую помешала революция и гражданская война. В 1914—1915 годах к основному зданию был пристроен четырёхэтажный «Новый магазин», а в советский период сделана ещё одна пристройка. В 1973 году в здании разместился универмаг «Товары для женщин и детей», в народе прозванный Малый ГУМ или Женский ГУМ. Он считался вторым по значимости торговым центром области. Со временем универмаг потерял популярность, пришел в упадок и долгое время находился в законсервированном состоянии.
В современное время здание Малого ГУМа долго пустовало, однако с 2010 года началась реконструкция магазина. Был отреставрирован фасад исторической части здания. При этом появился дополнительный шестой этаж, панорамные лифты. На территории более 8,5 тысяч квадратных метров разместились магазины молодежной одежды, развлекательный центр, детская зона и фуд-корт. Большие споры вызвало то, насколько собственники и акционеры сохранили исторический облик здания.

## Архитектура
Здание кирпичное, Г-образное в плане. Такую же форму имеют торговые залы на всех этажах. Пластическая разработка фасадов выполнена с использованием композиционных приёмов стиля строгий модерн. Фасадная плоскость насыщена стеклом, почти сливающимся в единый витраж широких окон, и расчленена по вертикали узкими каннелированными пилястрами с тонкими промежуточными тягами. В верхней части пилястры и тяги объединены раскрепованным фризом и парапетами криволинейного очертания, украшенными рельефом с растительным орнаментом.